# میز جلو (کتاب)
میز جلو یا متل کالیویستا (انگلیسی: Front Desk) یک کتاب درجه متوسط است که توسط کلی یانگ نوشته و در سال ۲۰۱۸ توسط شرکت اسکولاستیک منتشر شده است. اولین کتاب یانگ، دربارهٔ میا تانگ ۱۰ ساله و خانواده‌اش است که پس از چند سال مشکل مالی برای مدیریت یک متل استخدام می‌شوند. این کتاب در ایران با نام متل کالیویستا معروف است که توسط مهنا مقصودی ترجمه و توسط انتشارات پرتقال، در سال ۱۳۹۷ چاپ شده است.

## برخورد
میز پذیرش نظرات ستاره‌دار را از مجله School Library و Kirkus Reviews دریافت کرد. کاتیا شاپیرو، که برای SLJ نقد می‌کرد، درباره «لحن سبک و مثبت» یانگ در کتاب درباره موضوعات سنگین و همچنین «دوز رضایت‌بخش برآورده شدن آرزو که داستان را می‌بندد» اظهار نظر کرد. شاپیرو شخصیت میا را تحسین کرد و او را "یک قهرمان غیرقابل مقاومت" خواند و گفت "بسیاری از خوانندگان جوان خود را در میا و دوستانش خواهند دید."  Kirkus Reviews شخصیت اصلی را "قهرمان سرسخت و توانمند" نامید و همچنین از شخصیت‌های کمکی که کمک می‌کنند ستایش کرد. 
روکسان هسو فلدمن در نوشتن برای The Horn Book می‌گوید: «خوانندگان میا را به خاطر جسارت و خلاقیت او در یافتن راه‌حل‌هایی برای موقعیت‌های به ظاهر غیرقابل عبور تحسین می‌کنند.» فلدمن همچنین خاطرنشان می‌کند که علیرغم وقوع داستان در دهه ۱۹۹۰، ایالات متحده همچنان "مرتبط با آمریکای ۲۰۱۸" است.  در یک بررسی توسط Publishers Weekly، داستان میز جلو" یکی از امیدهای خستگی ناپذیر و پیروزی بر بی عدالتی، و صدای [میا] واقعی و الهام بخش است."  این کتاب برنده جایزه ادبیات آسیایی/اقیانوسیه ۲۰۱۹ آمریکا در بخش «ادبیات کودکان» شد.

## چالش‌ها
در طول هفته کتاب‌های ممنوعه سال ۲۰۲۱، میز جلو به طور موقت در ناحیه مدرسه آزاد Plainedge Union، نیویورک ممنوع شد. به گفته کلی یانگ، یکی از والدین نامه ای نوشت و گفت که این کتاب برای آموزش تئوری نژادی انتقادی به دانش آموزان و همچنین نشان دادن افسران پلیس به عنوان نژادپرست استفاده می شود. این کتاب از کتابخانه مدرسه حذف نشد،  و مجددا اجازه یافت برای خواندن با صدای بلند استفاده شود، اما به والدین این امکان داده شد که فرزندان خود را از خواندن میز جلو انصراف دهند. این دومین باری بود که این کتاب به چالش کشیده شد، زیرا قبلاً در فهرست کتاب‌های ممنوعه دبیرستان مرکزی نیویورک در کنار بیش از ۳۰۰ منبع دیگر «ضد نژادپرستی» قرار داشت. این اولین ممنوعیت در سپتامبر ۲۰۲۱، تقریبا یک سال پس از آغاز لغو شد.

## در ایران
این کتاب در ایران با نام متل کالیویستا معروف است که توسط مهنا مقصودی ترجمه و توسط انتشارات پرتقال، در سال ۱۳۹۷ چاپ شده است.